# غورنوزافودسك
غورنوزافودسك (بالروسية: Горнозаводск) هي إحدى مدن روسيا في الكيان الفدرالي الروسي بيرم كراي.